# Micheen Thornycroft
Micheen Barbara Thornycroft, née le 26 juin 1987 à Harare, est une rameuse zimbabwéenne. 

## Carrière
Micheen Thornycroft obtient la médaille d'or en skiff et la médaille d'argent en deux de couple avec Eliza Fraser MacKenzie aux Championnats d'Afrique d'aviron 2012,.
Aux Championnats d'Afrique d'aviron 2013 et aux Championnats d'Afrique d'aviron 2014, elle est médaillée d'or en skiff.

## Vie privée
Elle est la femme du rameur Peter Purcell-Gilpin.